# Зимовина
Зимовина (болг. Зимовина) — село в Болгарии. Находится в Хасковской области, входит в общину Стамболово. Население составляет 270 человек.

## Политическая ситуация
В местном кметстве Зимовина, в состав которого входит Зимовина, должность кмета (старосты) исполняет Зеки Мустафа Хасан (Движение за права и свободы (ДПС)) по результатам выборов.
Кмет (мэр) общины Стамболово — Гюнер Фариз Сербест (Движение за права и свободы (ДПС)) по результатам выборов.